# Novooleksandrivka, Bilovodsk
Novooleksandrivka (în ucraineană Новоолександрівка) este localitatea de reședință a comunei Novooleksandrivka din raionul Bilovodsk, regiunea Luhansk, Ucraina.

## Demografie
Componența lingvistică a localității Novooleksandrivka
     Rusă (62,77%)
     Ucraineană (36,88%)
     Alte limbi (0,09%)
Conform recensământului din 2001, majoritatea populației localității Novooleksandrivka era vorbitoare de rusă (62,77%), existând în minoritate și vorbitori de ucraineană (36,88%).